# Nordiska akvarellmuseet
Nordiska akvarellmuseet er et svensk kunstmuseum som ligger i byen Skärhamn på øen Tjörn ud til Kattegat ca. 50 km nord for Göteborg. Museet åbnede i 2000 og har næsten 150.000 besøgende hvert år. Samlingen indeholder værker af godt 100 nordiske kunstnere. Museumsbygningen ligger helt nede ved vandet og indeholder udstillingssale for akvarelkunst samt to restauranter og en konferencesal. På museet er der også et værksted hvor børnehavebørn og skolelever kan male billeder, og fem overnatningshytter.

## Eksterne kilder og henvisninger
- Wikimedia Commons har flere filer relateret til Nordiska akvarellmuseet
- Officiel hjemmeside